# Фікарра
Фікарра (італ. Ficarra, сиц. Ficarra) — муніципалітет в Італії, у регіоні Сицилія,  метрополійне місто Мессіна.
Фікарра розташована на відстані близько 470 км на південний схід від Рима, 130 км на схід від Палермо, 65 км на захід від Мессіни.
Населення — 1484 особи (2014).
Щорічний фестиваль відбувається 25 березня та 5 серпня. Покровитель — Madonna Ss. Annunziata.

## Демографія
Населення за роками:

Станом на 1 січня 2023 року в муніципалітеті офіційно проживало 27 іноземців з 8 країн, серед них 19 громадян країн Євросоюзу.

## Сусідні муніципалітети
- Броло
- Назо
- Сант'Анджело-ді-Броло
- Сінагра

## Міста-побратими
- Віджевано, Італія